# الدوري الهولندي الممتاز 1956–57
الدوري الهولندي الممتاز 1956-1957 هو الموسم الأول من الدوري الهولندي الممتاز. فاز بهذا الموسم أياكس أمستردام.

## روابط خارجية
- الموقع الرسمي

(بالهولندية)